# Agelena poliosata
Agelena poliosata là một loài nhện trong họ Agelenidae.
Loài này thuộc chi Agelena. Agelena poliosata được Jia-Fu Wang miêu tả năm 1991.